# 尼科·卡帕宁

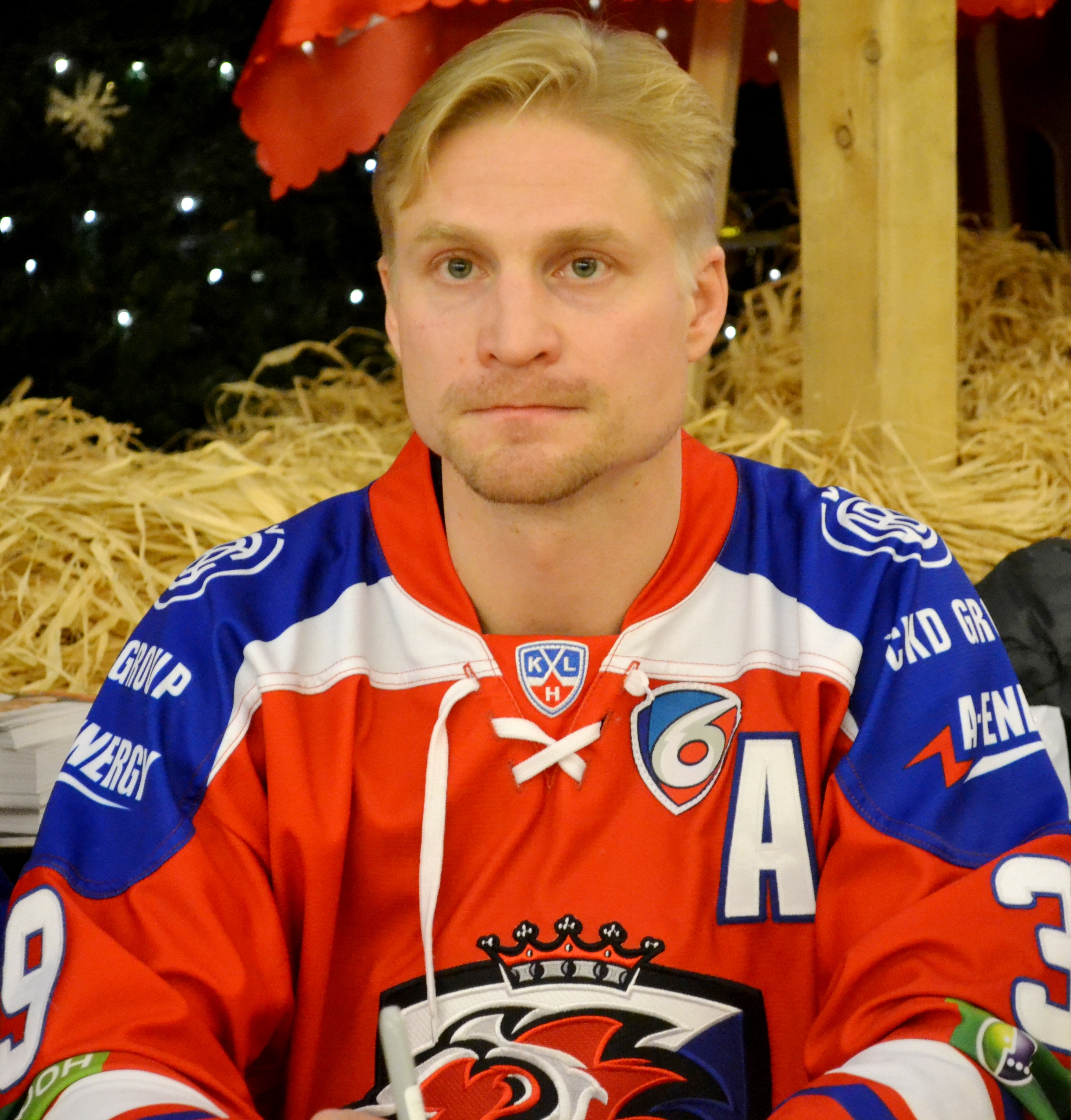

尼科·卡帕宁（芬蘭語：Niko Kapanen，1978年4月29日—），芬兰男子冰球运动员。他曾代表芬兰参加2006年和2010年冬季奥林匹克运动会冰球比赛，获得一枚银牌和一枚铜牌。